# Strada statale 53 Postumia
La strada statale 53 Postumia è una strada statale italiana che attraversa il Veneto centro-orientale collegando Vicenza a Portogruaro. Con il decreto legislativo n. 112 del 1998 dal 2001, la tratta tra Cittadella e Portogruaro è passato dalla gestione dell'ANAS a quella della Regione Veneto (rappresentata dalla società Veneto Strade S.p.A.) e, di conseguenza, è stata declassificata a strada regionale (SR 53 Postumia).
La denominazione "Postumia" è impropria poiché l'infrastruttura non ha nulla a che vedere con l'antica via Postumia, una strada consolare romana che scorre più a nord e di cui attualmente alcuni tratti in provincia di Treviso sono percorribili come strada provinciale 102 Postumia romana.
Il tratto tra Lanzago di Silea e Oderzo ricalca piuttosto la medievale strada Callalta.
Il tratto tra Castelfranco e Treviso è conosciuto anche come "Strada Castellana".

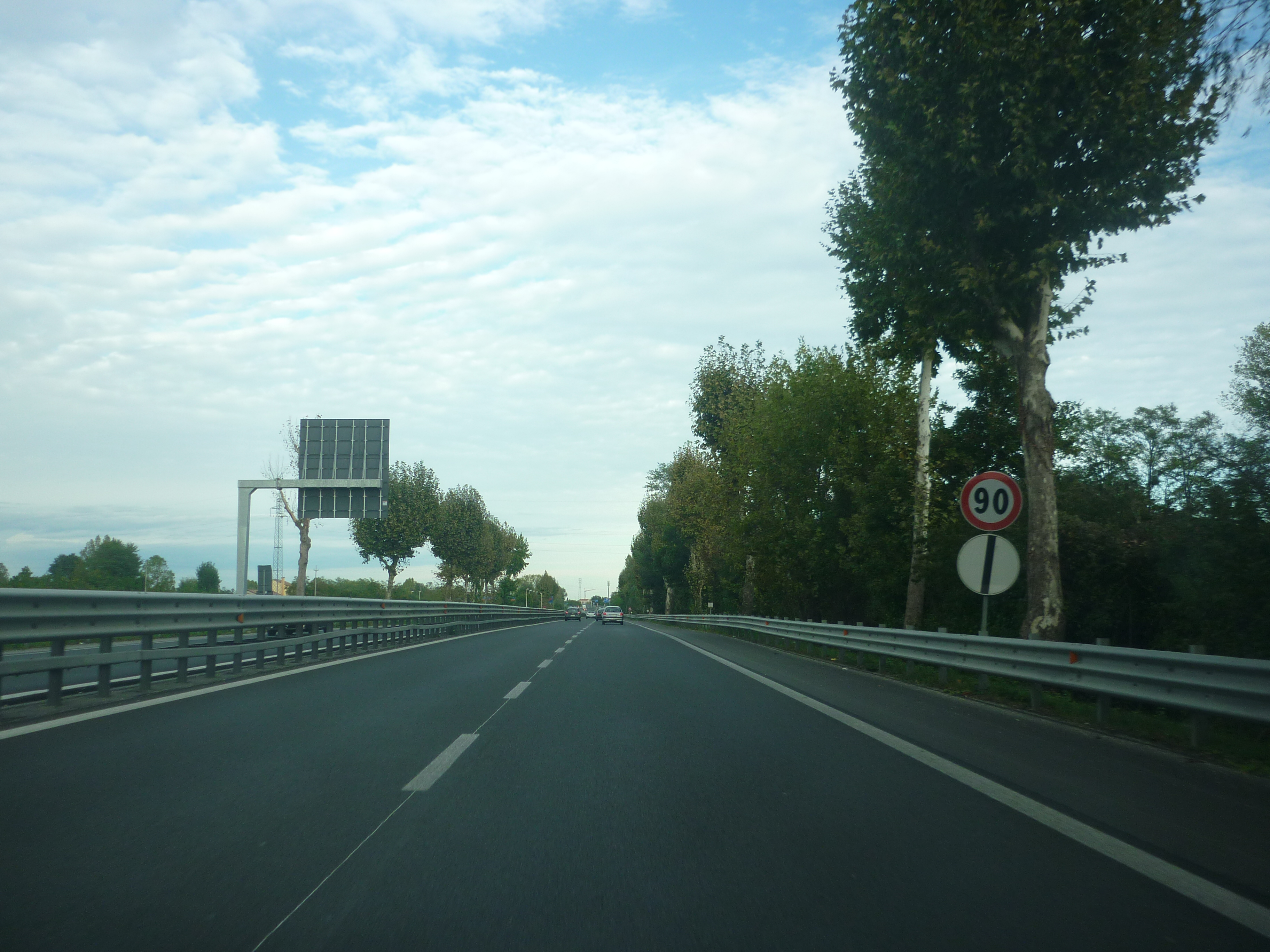
La SR53 nel tratto tangenziale a Treviso

## Storia
La strada statale 53 venne istituita nel 1928 con il seguente percorso: "Vicenza - Cittadella - Castelfranco - Treviso - Motta di Livenza - Portogruaro - Innesto con la n. 13 presso il Ponte della Delizia."
Nel 1932 il tratto terminale oltre Portogruaro venne declassato a strada provinciale; dal 1964 tale tratto divenne parte della nuova SS 463.

## Percorso
L'infrastruttura, la statale Postumia attuale, parte da Vicenza, dalla periferia nordest della città, e prosegue verso est toccando i comuni di Bolzano Vicentino, San Pietro in Gu, Carmignano di Brenta, Fontaniva (il centro abitato non viene più toccato dopo la costruzione di una variante nel 2004), Cittadella, Castelfranco Veneto (che viene tagliato da una circonvallazione), Vedelago, Istrana, Paese.
Poco prima di Treviso, la strada piega verso sud in modo da bypassarne il centro storico attraverso la cosiddetta tangenziale di Treviso, strada a scorrimento veloce a carreggiate separate e con due corsie per senso di marcia.
Giunta a Lanzago di Silea la, strada prosegue attraverso Olmi, San Biagio di Callalta, Fagarè della Battaglia. Attraversa il Piave poco prima di Ponte di Piave e raggiunge Oderzo. Anche qui è stata realizzata una circonvallazione per evitare al traffico pesante di attraversare il centro storico.
Raggiunge poi Gorgo al Monticano, Motta di Livenza, Annone Veneto e Summaga, arrivando infine a Portogruaro dove si immette nella strada statale 14 della Venezia Giulia.
| Postumia | |        |                        |           |
| Tipo     | Indicazione | ↓km↓   | Comune                 | Provincia |
|          | Vicenza Centro - Ponte degli Angeli sul fiume Bacchiglione Contrà S.Pietro Contrà XX Settembre Contrà dei Torretti Contrà Porta S. Lucia | 0,0    | Vicenza                | VI        |
|          | Via Legione Gallieno Via Livio Zambeccari Via Giovanni Ceccarini                                                                         | 0,3    | Vicenza                | VI        |
|          | Via Giovanni Battista Quadri Via Ragazzi del '99                                                                                         | 1,3    | Vicenza                | VI        |
|          | Via Istria Viale Fiume | 1,7    | Vicenza                | VI        |
|          | Passaggio a livello ferrovia Vicenza-Schio (futuro sottopasso previsto dal progetto S.F.M.R.)                                            | 2,5    | Vicenza                | VI        |
|          | Monticello Monticello Conte Otto | 3,1    | Vicenza                | VI        |
|          | Ospedaletto | 4,1    | Vicenza                | VI        |
|          | Autostrada della Valdastico - Casello di Vicenza Nord                                                                                    | 4,3    | Bolzano Vicentino      | VI        |
|          | Lisiera | 6      | Bolzano Vicentino      | VI        |
|          | Quinto Quinto Vicentino | 7      | Bolzano Vicentino      | VI        |
|          | Viceré Bolzano Vicentino | 7,5    | Bolzano Vicentino      | VI        |
|          | ex Postumia San Pietro in Gu Lanzè Lanzè                                                                                                 | 8,3    | San Pietro in Gu       | PD        |
|          | Stazione F.S. di San Pietro in Gu | 11,8   | San Pietro in Gu       | PD        |
|          | Bassanese Camisano Vicentino | 12     | San Pietro in Gu       | PD        |
|          | Contarina Grantorto - Piazzola sul Brenta - Limena                                                                                       | 14     | Carmignano di Brenta   | PD        |
|          | Vecchia Postumia est Carmignano di Brenta                                                                                                | 15,2   | Carmignano di Brenta   | PD        |
|          | Via Martiri Stazione F.S. di Carmignano di Brenta                                                                                        | 15,4   | Carmignano di Brenta   | PD        |
|          | Vitarolo Grantorto | 16,5   | Carmignano di Brenta   | PD        |
|          | Ponte sul fiume Brenta | /      | Fontaniva              | PD        |
|          | Fontaniva | 18,1   | Fontaniva              | PD        |
|          | della Valsugana Piazzola sul Brenta - Padova                                                                                             | 21,8   | Cittadella             | PD        |
|          | Cittadella della Valsugana Bassano del Grappa - Trento                                                                                   | 22,4   | Cittadella             | PD        |
|          | Cavalcavia sulla ferrovia Padova-Bassano                                                                                                 | 23,5   | Cittadella             | PD        |
|          | Commerciale Camposampiero Zona industriale di Cittadella                                                                                 | 24,3   | Cittadella             | PD        |
|          | Galliera Veneta Zona industriale di Galliera Veneta                                                                                      | 25,4   | Galliera Veneta        | PD        |
|          | Via San Pio X | 26     | Galliera Veneta        | PD        |
|          | Via Monte Grappa | 26,4   | Galliera Veneta        | PD        |
|          | Vecchia Postumia est | 32,2   | San Martino di Lupari  | PD        |
|          | del Monastiero San Martino di Lupari | 32,5   | San Martino di Lupari  | PD        |
|          | Luparense | 29,4   | San Martino di Lupari  | PD        |
|          | Soranza Castello di Godego | 31     | Castelfranco Veneto    | TV        |
|          | Nuova Strada del Santo Camposampiero - Campodarsego - Padova Bretella di Loria (parte del progetto SPV)                                  | 32,3   | Castelfranco Veneto    | TV        |
|          | Castellana Rosà - Rossano - Trebaseleghe - Scorzè - Mestre                                                                               | 33,3   | Castelfranco Veneto    | TV        |
|          | Via Bella Venezia Via Pietro Damini | 34     | Castelfranco Veneto    | TV        |
|          | Castelfranco Veneto di Caerano Altivole - Caerano di San Marco                                                                           | 34,7   | Castelfranco Veneto    | TV        |
|          | Viale Europa - Centro commerciale "I Giardini del Sole"                                                                                  | 35,6   | Castelfranco Veneto    | TV        |
|          | Zona industriale Castelfranco Veneto | 36,9   | Castelfranco Veneto    | TV        |
|          | Postumia Romana (uscita obbligatoria mezzi pesanti) Salvatronda - Salvarosa                                                              | 38     | Castelfranco Veneto    | TV        |
|          | Vedelago di Vedelago Montebelluna - Resana                                                                                               | 41,8   | Vedelago               | TV        |
|          | Fossalunga | 45     | Vedelago               | TV        |
|          | Istrana di Istrana Montebelluna - Trevignano - Badoere                                                                                   | 48,3   | Istrana                | TV        |
|          | Capitello Padernello - Porcellengo | 49     | Istrana                | TV        |
|          | Zona industriale Padernello | 50,5   | Paese                  | TV        |
|          | delle Cave Quinto di Treviso | 53,5   | Paese                  | TV        |
|          | delle Cave Castagnole - Ponzano Veneto                                                                                                   | 53,7   | Paese                  | TV        |
|          | Centro Commerciale "La Castellana" | 54,5   | Paese                  | TV        |
|          | Tangenziale di Treviso ( con il progetto del quarto lotto della tangenziale)                                                             | 55,2   | Treviso                | TV        |
|          | Inizio del tratto di strada extraurbana principale "Tangenziale di Treviso"                                                              | 56     | Treviso                | TV        |
|          | Aeroporto Aeroporto di Treviso-Sant'Angelo, Quinto di Treviso Noalese Scorzè - Noale - Padova                                            | 58     | Treviso                | TV        |
|          | Sant'Angelo - Canizzano | 59     | Treviso                | TV        |
|          | Treviso Centro Pontebbana Preganziol - Mogliano Veneto - Venezia                                                                         | 60,5   | Treviso                | TV        |
|          | Treviso Ospedale - Terraglio Est ( in progetto, variante di SS 13)                                                                       | 62,1   | Treviso                | TV        |
|          | Silea Treviso-mare Roncade - Jesolo Autostrada d'Alemagna - Casello di Treviso Sud                                                       | 63,5   | Treviso                | TV        |
|          | Fine del tratto di strada extraurbana principale "Tangenziale di Treviso"                                                                | 64     | Silea                  | TV        |
|          | Lanzago (vecchio percorso) | 64,9   | Silea                  | TV        |
|          | Cavalcavia sulla Autostrada A27 d'Alemagna                                                                                               | 66,4   | San Biagio di Callalta | TV        |
|          | Via Agozzo | 67,4   | San Biagio di Callalta | TV        |
|          | Via Cadore Via I Maggio | 68,1   | San Biagio di Callalta | TV        |
|          | Centro Commerciale | 68,7   | San Biagio di Callalta | TV        |
|          | Musestrelle | 70,9   | San Biagio di Callalta | TV        |
|          | Destra Piave Giavera del Montello - Spresiano - Maserada sul Piave - Zenson di Piave                                                     | 77,6   | San Biagio di Callalta | TV        |
|          | Ponte sul fiume Piave | /      | Ponte di Piave         | TV        |
|          | San Donà di Piave-Noventa di Piave-Romanziol                                                                                             | 79,4   | Ponte di Piave         | TV        |
|          | Sinistra Piave San Polo di Piave - Ponte della Priula - Moriago della Battaglia - Vidor                                                  | 80,4   | Ponte di Piave         | TV        |
|          | Abbazia Fossalta Maggiore | 82,5   | Ponte di Piave         | TV        |
|          | delle Gherle Roncadelle | 84,4   | Oderzo                 | TV        |
|          | var. Circonvallazione di Oderzo | 85     | Oderzo                 | TV        |
|          | Via Tre Piere Via Fornase I Tronco | 86,1   | Oderzo                 | TV        |
|          | Stazione F.S. di Oderzo | 86,9   | Oderzo                 | TV        |
|          | Via degli Alpini | 87,2   | Oderzo                 | TV        |
|          | Piavon Piavon - Chiarano - Cessalto Via Gabriele d'Annunzio                                                                              | 87,4   | Oderzo                 | TV        |
|          | Ponte sul fiume Monticano | /      | Oderzo                 | TV        |
|          | Via Daniela Manin | 87,1   | Oderzo                 | TV        |
|          | Via Cesare Battisti | 88,1   | Oderzo                 | TV        |
|          | Cadore-Mare Conegliano - Codognè - Fontanelle                                                                                            | 88,3   | Oderzo                 | TV        |
|          | di Portobuffolé Oderzo - Mansuè - Portobuffolé                                                                                           | 88,6   | Oderzo                 | TV        |
|          | Opitergina Camino - Colfrancui - Ormelle                                                                                                 | 01,1   | Oderzo                 | TV        |
|          | di Gorgo Fossabiuba | 91,1   | Gorgo al Monticano     | TV        |
|          | di Gorgo Cavalier | 92,6   | Gorgo al Monticano     | TV        |
|          | Motta di Livenza | 96,1   | Motta di Livenza       | TV        |
|          | Ponte sul fiume Livenza | /      | Motta di Livenza       | TV        |
|          | Via Malgher Via Case Brusade | 98,30  | Motta di Livenza       | TV        |
|          | della Val d'Arzino San Vito al Tagliamento                                                                                               | 100,9  | Annone Veneto          | VE        |
|          | di Santa Fosca San Stino di Livenza-Annone Veneto-Pravisdomini                                                                           | 103,2  | Annone Veneto          | VE        |
|          | Via Quattro Strade Via Villalta | 104,3  | Annone Veneto          | VE        |
|          | Strada Persiana Via Loredan | 106,6  | Pramaggiore            | VE        |
|          | San Stino di Livenza-Belfiore | 108,1  | Pramaggiore            | VE        |
|          | Via Fornace Via Mezzatorre D'Alvea | 110,2  | Portogruaro            | VE        |
|          | della Venezia Giulia Venezia - San Donà di Piave - Monfalcone - Trieste                                                                  | 114,4  | Portogruaro            | VE        |
|          | Cavalcavia sulla ferrovia Treviso-Portogruaro e Venezia-Trieste                                                                          | 115,10 | Portogruaro            | VE        |
|          | Viale G. Matteotti Viale Luigi Cadorna Via Stadio                                                                                        | 116    | Portogruaro            | VE        |